# Erik Baška
Erik Baška, né le 12 janvier 1994, est un coureur cycliste slovaque.

## Biographie
Fin 2015 il quitte l'équipe continentale AWT-Greenway pour rejoindre la formation Tinkoff.
En août 2016 il signe un contrat avec l'équipe Bora-Hansgrohe.
Fin juillet 2019, il est sélectionné pour représenter son pays aux championnats d'Europe de cyclisme sur route. Il s'adjuge à cette occasion la vingt-et-unième place de la course en ligne.
En 2020, il est sélectionné pour représenter son pays aux championnats d'Europe de cyclisme sur route organisés à Plouay dans le Morbihan. Il abandonne lors de la course en ligne.
Il arrête sa carrière à l'issue de la saison 2022.

## Palmarès
- 2011
  - 2e du championnat de Slovaquie sur route juniors
  - 3e du championnat de Slovaquie du contre-la-montre juniors
- 2012
  - 2e du championnat de Slovaquie du contre-la-montre juniors
  - 3e du championnat de Slovaquie sur route juniors
- 2013
  -  Champion de Slovaquie sur route espoirs
  -  Champion de Slovaquie du contre-la-montre espoirs
- 2014
  - Visegrad 4 Bicycle Race - GP Polski Via Odra
  - Central-European Tour Košice-Miskolc
  - Central-European Tour Isaszeg-Budapest
  - 3e du Puchar Ministra Obrony Narodowej
  - 3e du championnat de Slovaquie sur route espoirs
- 2015
  -  Champion d'Europe sur route espoirs
  -  Champion de Slovaquie sur route espoirs
  -  Champion de Slovaquie du contre-la-montre espoirs
  - 4e étape de la Carpathian Couriers Race
  - 3e étape du Tour de Berlin
  - Puchar Ministra Obrony Narodowej
  - 2e du Poreč Trophy
  - 2e de la Visegrad 4 Bicycle Race - GP Slovakia
- 2016
  - Handzame Classic
  - 5e étape du Tour de Croatie (contre-la-montre par équipes)
- 2017
  - 3e du championnat de Slovaquie sur route
- 2018
  - 2e du Trofeo Palma
- 2020
  - 2e du championnat de Slovaquie sur route

## Classements mondiaux
| Année                                 | 2013 | 2014 | 2015 | 2016 | 2017  | 2018 | 2019 | 2020 | 2021 |
| ------------------------------------- | ---- | ---- | ---- | ---- | ----- | ---- | ---- | ---- | ---- |
| Classement mondial                    |      |      |      | 428e | 1241e | 570e | 615e | 431e | 906e |
| UCI Europe Tour                       | 661e | 71e  | 52e  | 275e | 810e  | 363e | 463e | 354e | 694e |
| UCI Asia Tour                         | nc   | nc   | nc   | 283e | nc    | 431e |      |      |      |
|                                       |      |      |      |      |       |      |      |      |      |
| Légende : nc = non classéSource : UCI |      |      |      |      |       |      |      |      |      |